# خليج داخلة نواذيبو
خليج داخلة نواذيبو هو خليج يقع على الساحل الأطلسي لدولة موريتانيا.

## جغرافيا
تكون فتحة الخليج باتجاه الجنوب ويحتوي على العديد من مناطق المياه الضحلة. يحده رأس نواذيبو على الجانب الغربي.
في الخرائط الفرنسية، يُعرف الخليج الداخلي باسم Baie de l'Archimède (معنى الاسم باللغة العربية: خليج أرخميدس) ويطلق على الخليج الأوسع اسم Baie du Lévrier (الاسم باللغة العربية: خليج ليفيير).
تم تسمية منطقة داخلة نواذيبو باسمها هذا، وهي إحدى التقسيمات الإدارية الرئيسية في دولة موريتانيا، تيما باسم هذا الخليج.